# Ordensburg Mohrungen
Die Ordensburg Mohrungen (polnisch Zamek w Morągu) ist eine ehemalige Ordensburg in Morąg (deutsch: Mohrungen) im Ermland.

## Geschichte
Um 1280 erbaute der Deutsche Orden eine erste Holzbefestigung als Pflegersitz, bei der 1327 eine kleine Stadt gegründet wurde. Für 1331 ist belegt, dass die Burg Sitz eines Vogts war.
Während der kriegerischen Konflikte des Ritterordens mit Polen wurde die Burg in den Jahren 1410 und 1414 von der polnischen Armee erobert. Ab 1454 gehörte die Burg dem gegen den Orden aufbegehrenden Städtebund Preußischer Bund. Unter Führung von Heinrich Reuß von Plauen eroberte der Orden die Burg 1461 zurück. Während des Reiterkrieges eroberten 1520 erneut Polen Mohrungen und brandschatzten es.
Nach der Säkularisation des Ordensstaates erfolgte die Gründung des Herzogtums Preußen. Infolge des Vertrages von Krakau kam Mohrungen 1525 als Pfandbesitz an den Burggrafen Peter zu Dohna.
Im 16. Jahrhundert nahm Peter zu Dohna einen Umbau der Burg unter Leitung des Architekten Blasius Berwart vor. Die Burg wurde mit einem neuen Tor, dessen Innenraum mit einer Renaissancedecke verziert ist, ausgestattet.
Am Ende des 16. Jahrhunderts errichteten die zu Dohna eine neue Residenz innerhalb der Stadtmauern, das Dohna-Schlösschen Mohrungen, und die Burg wurde vernachlässigt. Im Jahr 1616 brach der Hauptturm zusammen.
Der Nordwestflügel wurde als Gerichts- und Archivgebäude genutzt. Dort war ab 1827 das Land- und Stadtgericht Mohrungen, ab 1849 das Kreisgericht Mohrungen und ab 1879 das Amtsgericht Mohrungen untergebracht. Auch nach der Annexion der Region durch das kommunistische Polen 1945 wurde hier weiter das nun polnische Gericht eingerichtet.

## Bauwerk
Die Burg mit trapezförmigem Grundriss war ca. 55 × 75 m groß und der Stadt südwestlich vorgelagert. Das Burgtor befand sich im Nordwestflügel. Den Burgflügeln vorgelagert war ein Parcham (Zwinger) mit einem südwestlichen Eckturm. Im Süden der Burg befand sich ein heute nicht mehr existierender See.